# Saint-Genest (Vosges)
Saint-Genest település Franciaországban, Vosges megyében. Lakosainak száma 133 fő (2022. január 1.). Saint-Genest Badménil-aux-Bois, Fauconcourt, Hadigny-les-Verrières, Moyemont, Ortoncourt és Rehaincourt községekkel határos.

## Népesség
A település népessége az elmúlt években az alábbi módon változott:
| Lakosok száma | 132  | 132  | 136  | 136  | 138  | 135  | 135  | 136  | 133  |
|               | 2013 | 2015 | 2016 | 2017 | 2018 | 2019 | 2020 | 2021 | 2022 |